# Lise Munk
Pour les articles homonymes, voir Munk.
Lise Munk, née le 26 mai 1989, est une footballeuse internationale danoise. Elle évolue au poste d'attaquante avec le Brøndby IF, qu'elle a rejoint en 2011.